# Lake Forest (Kalifornia)
Lake Forest – miasto w Stanach Zjednoczonych, w stanie Kalifornia, w hrabstwie Orange. Według spisu ludności przeprowadzonego przez United States Census Bureau, w roku 2010 miasto Lake Forest miało 77 264 mieszkańców.